# Anna Dorothea Liebe
Anna Dorothea Liebe, född Sølver i Köpenhamn juli 1784, död 29 juli 1838, var en dansk skådespelare, aktiv 1802-30. 
Hon undervisades i sång av Feretti. Hon debuterade på det Kongelige Teater 4 mars 1802 som Fulbert i «Den lille Matros».  Hon beskrivs som intelligent och med stor allsidighet: "Det kongl. Theater har ikke haft mange saa alsidige Kunstnerinder som hun." Hon ansågs som den första aktör på lång tid som kunde göra rättvisa åt Pernillerollerna i Holbergs dramer. Bland hennes roller nämns Cherubin i Figaros bröllop, Mette i «Kjærlighed uden Strømper», Zerline i Don Juan, Amine i «Cendrillon», Paul i «Paul og Virginie», Hexen Birgitte i «Røverborgen», Trine i «Østergade og Vester-gade», Magdelone i «Julestuen» och amman i Romeo och Julia. Hon karaktäriseras som en realistisk skådespelare som ogillade karikatyr och tillgjordhet: "Der var i hendes Spil en mærkværdig naturlighed, klar Forstaaelse af Rollen, Evne til at gjengive den ved de mindst mulige kunstneriske Midler og til at stille de forskjellige Karakterer ud fra hverandre, hvortil kom en medfødt Afsky for alt, hvad der hed Overdrivelse og Karikatur." Hon bröt benet och blev halt efter ett fall från scenen och tvingades avsluta sin karriär 1830. Hon gifte sig 1811 med sin kollega G. J. Liebe.  